# 하우스 오브 왁스
《하우스 오브 왁스》(영어: House of Wax)는 2005년 공개된 미국과 오스트레일리아의 슬래셔 영화이다. 《밀랍 박물관의 미스테리》(1933)의 리메이크 영화인 《밀랍의 집》(1953)을 리메이크하였다. 자우메 코예트세라가 연출하고, 얼리샤 커스버트, 채드 마이클 머리, 브라이언 밴홀트, 데이먼 헤리먼, 패리스 힐턴, 재러드 패덜레키 등이 출연하였다.
패리스 힐턴은 이 작품을 통해 2006년 제26회 골든 라즈베리상 최악의 여우조연상을 수상하였다.

## 출연
- 얼리샤 커스버트
- 채드 마이클 머리
- 브라이언 밴홀트
- 데이먼 헤리먼
- 패리스 힐턴
- 재러드 패덜레키
- 존 에이브럼스
- 로버트 리샤드
- 에마 렁

## 기타 제작진
- 협력 제작: 에릭 올슨
- 공동 제작: 리처드 미리시
- 배역: 메리 게일 아츠, 바버라 코언
- 미술: 그레이엄 그레이스 워커
- 의상: 그레이엄 퍼셀